# Carlota de Rohan
Carlota de Rohan (Carlota Godofreda Isabel; Paris, 7 de outubro de 1737 - Paris, 4 de março de 1760) foi uma aristocrata francesa e princesa de Condé por casamento.
Casou-se em 3 de maio de 1753 com Luís José, Príncipe de Condé, de quem teve os seguintes filhos:
- Maria de Bourbon (1755-1759)
- Luís Henrique, Príncipe de Condé (1756-1830)
- Luísa Adelaide de Bourbon (1757-1824)

Carlota morreu em 4 de março de 1760. Seu marido casou-se novamente a 24 de outubro de 1798, com a viúva do príncipe de Mônaco, Maria Catarina Brignole.